# John Thomas Curtis
John Thomas Curtis (20 de septiembre de 1913 - 7 de junio de 1961) fue un micólogo y botánico estadounidense. Es particularmente conocido por su contribución duradera al desarrollo de métodos numéricos en ecología. Junto con J. Roger Bray, desarrolló el método de ordenación polar (ahora conocida como la ordenación de Bray-Curtis), con su inherente medida de la distancia, la disimilitud de Bray-Curtis.

## Biografía
En 1937, completó su Ph.D. en botánica por la Universidad de Wisconsin. Permaneció afiliado con la universidad por el resto de su carrera, excepto de 1942 a 1945, cuando sirvió como director de investigación de la Sociedad Haitiano-Americano de Desarrollo Agrícola. Tanto en 1942 como en 1956, fue galardonado con una beca Guggenheim. En 1951 fue nombrado catedrático de botánica en la Universidad de Wisconsin.
Los esfuerzos colectivos de Curtis y de treinta y nueve estudiantes de doctorado, logrando supervisarlos durante su relativamente corta carrera, dando como resultado la obra The Vegetation of Wisconsin: An Ordination of Plant Communities (La vegetación de Wisconsin: Una ordenación de las comunidades vegetales) publicado en 1959. Este libro sigue siendo una de las importantes contribuciones al campo de la ecología de las plantas durante el siglo veinte, y dio lugar a la Escuela de Wisconsin de ecología vegetal de América del Norte.

## Algunas publicaciones
- 1935. Germination of Orchid Seed in Relation to the Constitution of the Substrate and the Influence of Radiation. Ed. Univ. of Wisconsin--Madison, 72 p. 1935.

- Some phases of symbiotic and non-symbiotic orchid seed germination. Ed. Univ. of Wisconsin--Madison, 118 p. 1937.

- A study of relic Wisconsin prairies by the species-presence method con H.C. Greene. Ecology 30 (1): 83–92. 1949.

- The interrelations of certain analytic and synthetic phytosociological characters con Robert P. McIntosh. Ecology 31 (3): 434–455. 1950.

- An upland forest continuum in the prairie-forest border region of Wisconsin con Robert P. McIntosh. Ecology 32 (3): 476–496. 1951.

- A Bibliography of Wisconsin Vegetation, 1-2 con Henry Campbell Greene, Emil P. Kruschke, 84 p. 1955.

- An ordination of the upland forest communities of Southern Wisconsin con J. Roger Bray. Ecological Monographs 27 (4): 325–349. 1957.

- The Vegetation of Wisconsin: An Ordination of Plant Communities. University of Wisconsin Press, Madison. 645 p. 1959.

- Plant Ecology Workbook; Laboratory, Field and Reference Manual con Grant Cottam. Ed. revisada de Univ. Microfilms, 193. 1980.

- Index to Vegetation of Wisconsin: a supplement con Marie Brown. 1989.

## Honores

### Eponimia
- (Polygonaceae) Johanneshowellia Reveal[1]
- La abreviatura «J.T.Curtis» se emplea para indicar a John Thomas Curtis como autoridad en la descripción y clasificación científica de los vegetales.[2]